# Mark Brandon Read
Mark Brandon Read (* 17. November 1954 in Melbourne; † 9. Oktober 2013 ebenda) war ein australischer Krimineller und Autor. Er schrieb mehrere halbbiographische Krimiromane und Kinderbücher. Der Film Chopper aus dem Jahr 2000 basiert auf seinem Leben.

## Leben
Read wurde 1954 als Sohn eines Veteranen des Koreakrieges geboren. Seine Mutter gehörte den Siebenten-Tags-Adventisten an. Die ersten fünf Lebensjahre verbrachte er im Heim. Er wuchs in den Vorstädten Collingwood, Thomastown, Fitzroy und Preston auf. Während der Schulzeit verlor er nach eigenen Angaben „mehrere hundert Kämpfe“, von seinem Vater sei er geschlagen worden. In einem Interview mit der Sendung 60 Minutes erzählte er, er habe Russisch Roulette mit sich selbst gespielt. Er fragte die Reporterin, ob sie das auch spielen würde. Trotz ihrer Verneinung richtete er eine Waffe auf sie und drückte ab, jedoch ohne Folgen, da sich in der Trommel an dieser Stelle keine Patrone befand. Read stand seit seinem 14. Lebensjahr unter Vormundschaft des Staates und wurde mehrfach in die Psychiatrie eingewiesen, wo er mit Elektroschocktherapien behandelt worden sei.
Read heiratete 1995 während seines Aufenthalts im Risdon-Gefängnis in Tasmanien die australische Steuerangestellte Mary-Ann Hodge. Aus dieser Ehe ging der Sohn Charlie hervor. Nach der Scheidung 2001 heiratete er am 19. Januar 2003 seine langjährige Freundin Margaret Cassar. Mit ihr bekam er einen zweiten Sohn: Roy Brandon.
Vermutlich durch einen verunreinigten Rasierer im Gefängnis infizierte sich Read mit Hepatitis C. Obwohl er im März 2008 auf die Lebertransplantationsliste gesetzt wurde, lehnte er eine Operation ab.
Im April 2012 wurde bei Read Leberkrebs festgestellt. Eine Operation im Juli 2012 brachte nicht den gewünschten Erfolg.
Read starb im Oktober 2013 im Alter von 58 Jahren in Parkville, Melbourne.

## Kriminelles Leben
In jungen Jahren führte Read die Surrey-Road-Gang an und war bereits an mehreren Straßenkämpfen beteiligt. Zunächst begann er mit dem Ausrauben von Drogendealern, entführte und misshandelte später auch andere kriminelle Mitglieder. Oftmals amputierte er die Zehen seiner Opfer, um sie gefügig zu machen und sie für sich arbeiten zu lassen.
Im Alter von 20 bis 38 Jahren war er nur insgesamt 13 Monate außerhalb des Gefängnisses. Während er im H-Trakt des Pentridge-Gefängnisses einsaß, zettelte er in den späten 1970er Jahren einen Gefangenenkrieg an. Seine Gang The Overcoat Gang (welche das gesamte Jahr lange Mäntel trug, um die Waffen zu verstecken) kämpfte in dieser Zeit gegen eine andere Gang. Aufgrund dessen wurde Read im Gefängnis von einem Mitinsassen ein Ohr abgeschnitten. Dadurch wurde er zeitweise vom H-Trakt in den psychiatrischen Trakt verlegt.
1992 wurde Read angeklagt, Michael Edward Collins während einer Autofahrt in die Brust geschossen zu haben. Das Projektil wurde im Rücksitz des Wagens gefunden. Obwohl er auf nicht schuldig plädierte, wurde er wegen schwerer Körperverletzung mit unbestimmter Haftzeit verurteilt. Nachdem er Anfang 1998 freigekommen war, wurde er 2002 wegen des mysteriösen Verschwindens von Collins befragt. In einem elf Tage nach Reads Tod ausgestrahltem Interview gab er an, für den Mord von Collin verantwortlich zu sein. Er bereue dies nicht, da Collin so „dumm“ gewesen sei, gleich zweimal auf ihn zu schießen.
Read gab weiterhin zu, bei 19 Morden und 11 Mordversuchen beteiligt gewesen zu sein. In der New York Times sagte er: „Look, honestly, I haven’t killed that many people, probably about four or seven, depending on how you look at it.“ (übersetzt: „Schauen Sie, ganz ehrlich, ich habe nicht so viele Menschen getötet, vermutlich vier oder sieben – je nach dem, wie sie es beurteilen wollen.“)

## Weitere Aktivitäten
2001 wurde Read mit seinen Narben und Verletzungen als warnendes Beispiel für Fahren unter Alkoholeinfluss durch das Pedestrian Council of Australia in einem Werbespot gezeigt.
Im Jahr 2005 unternahm Read eine Tournee durch Australien mit dem Titel I’m Innocent („Ich bin unschuldig“) mit Mark Jackson, später auch mit dem ehemaligen Detektiv Roger Rogerson und dem Komödianten Doug Chappel. Read hatte mehrere Gastauftritte in Doug Chappels Show Comics Live in your Lounge beim internationalen Melbourne Comedy Festival.
2006 war Read erneut in einem Werbespot zu sehen, diesmal gegen häusliche Gewalt. Am 13. März 2006 veröffentlichte er ein Rap-Album, Interview with a Madman.
Read genehmigte die Nutzung seines Namens für eine Biersorte namens Chopper Heavy. Das Bier wird in Rutherglen produziert, der Stadt, aus dem der bekannteste australische Buschranger Ned Kelly stammt.
Am 15. Dezember 2008 wurde Read nach eigenen Angaben von einem Unbekannten mit einem Tomahawk angegriffen. Nachdem Read sich in sein Auto geflüchtet hatte, kam er mit geringen Verletzungen davon. Der Angreifer wurde nie identifiziert.

### Autor
Read schrieb mehrere Krimiromane, von denen mehr als 500.000 Stück verkauft wurden. Später sprach er diese selbst für Hörbücher ein, welche sich ebenfalls erfolgreich verkauften.
Reads erstes Buch von 1991, Chopper: From the Inside, war eine Zusammenstellung von Briefen, die er im Melbourner Gefängnis Pentridge schrieb. Es enthielt Erzählungen und Anekdoten seines kriminellen Lebens inner- und außerhalb des Gefängnisses. Die weiteren Bücher basierten ebenfalls darauf. Erst mit dem Erscheinen von Chopper 5: Pulp Faction kamen auch fiktionale Geschichten hinzu. Versuche, sein Kinderbuch Hooky the Cripple zu verbieten, scheiterten.
Read trat in mehreren Radio- und Fernsehshows auf, um seine Bücher zu vermarkten. Er schrieb regelmäßig für mehrere Magazine wie Ralph oder Zoo weekly.
Sein Charakter war Vorbild für mehrere Sketche in The Ronnie Johns Half Hour, wo er teilweise durch Heath Franklin verkörpert wurde. Obwohl davon nicht alles korrekt war, fand Read dies selbst lustig. Der Science-Fiction-Autor William Gibson kreierte den Charakter Keith Blackwell in den letzten beiden Büchern seiner Bridge-Trilogie nach ihm.

### Film
Der Film Chopper mit Eric Bana als Read basiert auf den Geschichten seiner Bücher sowie weiterer Forschung. Teilweise kommt es dabei zu Widersprüchen zu Reads eigenen Aussagen.

## Werke
- Chopper: From the Inside (1991), ISBN 0-646-06543-2
- Chopper 2: Hits and Memories (1992), ISBN 0-646-10987-1
- Chopper 3: How to Shoot Friends & Influence People (1993), ISBN 0-646-15444-3
- Chopper 4: For the Term of His Unnatural Life (1994), ISBN 0-646-21014-9
- Chopper 5: Pulp Faction: Revenge of the Rabbit Kisser and Other Jailhouse Stories (1995), ISBN 0-646-25065-5
- Chopper 6: No Tears for a Tough Guy (1996), ISBN 0-646-29637-X
- Chopper 7: The Singing Defective (1997), ISBN 0-646-33923-0
- Chopper 8: The Sicilian Defence (1998), ISBN 0-9586071-0-9
- Chopper 9: The Final Cut (1999), ISBN 0-9586071-4-1
- Chopper 101⁄2: The Popcorn Gangster (2001), ISBN 0-9579121-0-2
- Hooky the Cripple: The Grim Tale of a Hunchback Who Triumphs (2002), ISBN 1-86403-165-4
- The Adventures of Rumsley Rumsfelt (2003), ISBN 0-9579121-7-X
- Chopper 11: Last Man Standing: From Ex-Con to Icon (2007)
- Mark 'Chopper' Read: One Thing Led To Another (2010), ISBN 978-1-4050-4046-4[17]
- Mark 'Chopper' Read: Road to Nowhere (2011), ISBN 9781742611457[18]

## Diskographie
- Interview with a Madman (2006)
- The Smell of Love E.P. – Chopper Read and The Blue Flames (1997)